# Jimmy Rodgers
Jim Rodgers, (nacido el 12 de marzo de 1943 en Oak Park, Illinois) es un exentrenador baloncesto estadounidense. Como asistente, ganó 6 anillos de la NBA, 3 con los Boston Celtics (1981, 1984, 1986) y otros 3 con los Chicago Bulls (1996, 1997, 1998).

## Trayectoria
[actualizar]